# Spilosoma alpina
Spilosoma alpina är en fjärilsart som beskrevs av Rothschild 1914. Spilosoma alpina ingår i släktet Spilosoma och familjen björnspinnare. Inga underarter finns listade i Catalogue of Life.